# Кызыл Аул
Кызыл Аул (также встречается наименование Кызыл Батыр) — историческая местность в городе Салавате (Башкортостан, Россия), находящаяся на левом берегу реки Белой, бывшая деревня.

## История
Территориально деревня вошла в черту города Ишимбая согласно постановлению Президиума ЦИК БАССР «Об организации рабочего посёлка ишимбаевских нефтепромыслов» от 29 марта 1934 года, решившего также судьбу деревень Ишимбаево, Ирек, Юрматы. Известно, что в этих четырёх деревнях в сентябре 1932 года было размещено 888 семей, приехавших за нефтью.
Газеты «Красная Башкирия» от 24 мая 1934 года, «Башкирская вышка» от 9 июня 1932 года опубликовали материалы, где запечатлен облик аула. Он состоял из 18 домов. Крыши 15 из них были крыты соломой, 1 — железом и 2 — тесом. Он располагался в ста метрах от скважины № 703. В том же году вошла в состав посёлка Ишимбая.
«Произведенным обследованием было обнаружено, что почти в каждом доме в пристройках к домам из плетня, покрытых соломой, установлены печи без дымовых труб (топятся по-чёрному). Искры поднимаются под соломенные крыши и каждую минуту есть угроза возникновения пожара. Скважина № 703 фонтанирует. Нефть течет здесь же в земляные амбары. На таком же расстоянии, как фонтанная буровая № 703, строится вышка № 714. Угроза пожара несомненна. Направление ветра — почти всегда в сторону вышек. Чтобы обезопасить фонтанную скважину № 703 и вновь строящуюся вышку № 714 от пожара, население хутора Кызыл-Батыр необходимо немедленно перевести в более отдаленное от нефтеразведки место».
«Точных сведений о том, остался ли хутор на прежнем месте или был переведён на новое, не имеется. Учитывая напряженное положение со стройматериалами и рабочей силой, характерное для тех лет, маловероятно, что он изменил своё местоположение».
В память о деревнях Аллагуват, Карлыкуль, Ирек, Кызыл Аул, Куч, Новопетровский (Кожак) и Малый Аллагуват, чьи земли вошли в состав городов Ишимбая и Салавата, в память об его жителях, погибшим в Великой Отечественной войне, был воздвигнут мемориальный комплекс «Земли Юрматы» на перекрёстке автотрассы Салават—Стерлитамак у поворота на Ишимбай.
Семь мраморных плит, олицетворяющих семь переселённых деревень. В центре возвышается стела — символ Земли Юрматы, обрамленный цветком курая, стоит стела «Никто не забыт, ничто не забыто». На 8 пилонах высечены имена 513 фронтовиков, не вернувшихся с войны, почти каждый третий из 1428 земляков, ушедших на фронт. Здесь стоит бюст Героя Советского Союза Хасана Ахтямова, уроженца села Аллагуват.
Памятник открыт по Указу Президента Республики Башкортостан. На церемонии торжественного открытия комплекса Президент РБ М. Г. Рахимов посадил дерево.
В 2005 году бывшие жители деревень Юрматы, Куч, Кызыл Аул и Ирек и их потомки, всего около 250 человек, встретились вновь на малой родине, празднуя её 80-летие.